# Magdalena Früh
Magdalena Früh (* 7. Oktober 2000 in Innsbruck) ist eine ehemalige österreichische Triathletin, Staatsmeisterin über die Kurzdistanz (2023), zweifache Triathlon-Staatsmeisterin über die Sprintdistanz (2018, 2019) und Junioren-Vizeeuropameisterin Sprint-Triathlon (2018).

## Werdegang
Im Oktober 2017 konnte Magdalena Früh im spanischen Melilla mit dem österreichischen Team (Therese Feuersinger, Lukas Gstaltner, Leon Pauger, Philip Pertl und Pia Totschnig) mit insgesamt acht Podiumsplätzen in zehn Rennen von April bis Oktober das Nationenranking der Junioren vor Ungarn und Frankreich gewinnen.

### Staatsmeisterin Sprint-Triathlon 2018 und 2019
Magdalena Früh startete in der Saison 2018 im Nationalteam Nachwuchs des Österreichischen Triathlonverbandes (ÖTRV). Im Juni wurde die Tirolerin Staatsmeisterin im Sprint-Triathlon (750 m Schwimmen, 20 km Radfahren und 5 km Laufen) – sie gewann in Tulln die Klasse der Junioren und behauptete sich auch im Elitefeld als schnellste Österreicherin. Im Juli 2018 wurde die damals 17-Jährige in Estland Vizeeuropameisterin bei den Juniorinnen auf der Triathlon-Sprintdistanz (750 m Schwimmen, 20 km Radfahren und 5 km Laufen). Bei der Junioren-Weltmeisterschaft 2018 belegte sie im September in Australien den sechsten Rang.
Im März 2019 wurde die damals 18-Jährige in Innsbruck U20-Staatsmeisterin Crosslauf. Im Mai wurde sie zum zweiten Mal in Folge Staatsmeisterin Sprint-Triathlon.
Im August 2021 wurde sie Dritte bei der Staatsmeisterschaft auf der Triathlon-Sprintdistanz im Rahmen des Ausee Triathlons.
2023 wurde Magdalena Früh Staatsmeisterin auf der Triathlon-Kurzdistanz.
Seit 2023 tritt sie nicht mehr international in Erscheinung.
Magdalena Früh lebt in Völs bei Innsbruck.

## Sportliche Erfolge
| Datum/Jahr    | Rang | Wettbewerb                                       | Austragungsort | Zeit     | Bemerkung                                                                                           |
| ------------- | ---- | ------------------------------------------------ | -------------- | -------- | --------------------------------------------------------------------------------------------------- |
| 8. Juli 2023  | 5    | ÖTRV Staatsmeisterschaft Triathlon Sprintdistanz | Wallsee        | 01:03:10 | Staatsmeisterschaft Triathlon Sprintdistanz, hinter Tabea Huys                                      |
| 3. Juni 2023  | 1    | ÖTRV Staatsmeisterschaft Triathlon Kurzdistanz   | Zell am See    | 02:09:46 | Triathlon-Staatsmeisterin über die olympische Distanz                                               |
| 21. Aug. 2020 | 28   | ITU Triathlon World Cup                          | Karlsbad       | 02:16:24 | |
| 15. Aug. 2021 | 3    | ÖTRV Staatsmeisterschaft Triathlon Sprintdistanz | Blindenmarkt   | 01:03:10 | Staatsmeisterschaft auf der Triathlon Sprintdistanz beim Ausee Triathlon                            |
| 21. Aug. 2020 | 8    | ETU Sprint Triathlon European Cup                | Olsztyn        | 01:01:32 | Sprintdistanz                                                                                       |
| 12. Juli 2020 | 2    | Gmunden Triathlon                                | Gmunden        | 01:12:50 | hinter Julia Hauser im Salzkammergut (750 m Schwimmen, 25 km Radfahren und 5 km Laufen)             |
| 17. Aug. 2019 | 2    | Jannersee Triathlon                              | Lauterach      | 00:45:29 | Zweite hinter Yvonne van Vlerken                                                                    |
| 31. Mai 2019  | 3    | ETU Triathlon European Championship Junior Women | Weert          | 00:55:06 | |
| 19. Mai 2019  | 1    | ÖTRV Staatsmeisterschaft Triathlon Sprintdistanz | Klosterneuburg |          | Staatsmeisterin Triathlon Sprintdistanz                                                             |
| 3. Juni 2018  | 1    | ÖTRV Staatsmeisterschaft Triathlon Sprintdistanz | Klosterneuburg | 01:08:21 | Staatsmeisterin auf der Triathlon Sprintdistanz beim Klosterneuburger Triathlon Multisportfestivals |
| 15. Sep. 2018 | 6    | ITU Triathlon World Championship Junior Women    | Gold Coast     | 01:00:03 | Junioren-Weltmeisterschaft                                                                          |
| 12. Aug. 2018 | 1    | ETU Triathlon European Cup Junior Women          | Riga           | 01:03:51 | |
| 20. Juli 2018 | 2    | ETU Triathlon European Championship Junior Women | Tartu          | 01:00:45 | Vizeeuropameisterin Juniorinnen auf der Sprintdistanz                                               |
| 3. Juni 2018  | 1    | ÖTRV Staatsmeisterschaft Triathlon Sprintdistanz | Tulln          | 01:05:58 | Staatsmeisterin auf der Triathlon Sprintdistanz                                                     |
| 10. Sep. 2017 | 1    | ETU Triathlon European Cup Junior Women          | Zagreb         | 01:00:44 | erster Junioren-Europacupsieg                                                                       |
| 30. Juli 2017 | 10   | ETU Triathlon Junior European Cup Junior Women   | Tábor          | 01:06:55 | hinter der Russin Valentina Riasova                                                                 |

| Datum/Jahr    | Rang | Wettbewerb                          | Austragungsort | Distanz | Zeit       | Bemerkung                     |
| ------------- | ---- | ----------------------------------- | -------------- | ------- | ---------- | ----------------------------- |
| 31. Dez. 2019 | 1    | Silvesterlauf Innsbruck             | Innsbruck      | 4,8 km  | 00:16:19,9 |                               |
| 10. März 2019 | 1    | Staatsmeisterschaften Crosslauf U23 | Innsbruck      | 4950 m  | 00:18:24   | U20-Staatsmeisterin Crosslauf |
| 31. Dez. 2018 | 1    | Silvesterlauf Innsbruck             | Innsbruck      | 4,8 km  | 00:16:34,5 | [ 5 ]                         |

(DNF – Did Not Finish)